# Badebodaåns dämningsområde
Badebodaåns dämningsområde är en sjö i Uppvidinge kommun i Småland och ingår i Alsteråns huvudavrinningsområde.